# Ricardo Costa
Ricardo Miguel Moreira da Costa (normalt bare kendt som Ricardo Costa (født 16. maj 1981 i Vila Nova de Gaia, Portugal) er en portugisisk fodboldspiller, der spiller som forsvarsspiller hos Tondela. Tidligere har han optrådt for blandt andet FC Porto i sit hjemland, for VfL Wolfsburg i den tyske Bundesliga samt for franske Lille OSC og spanske Valencia.
Med FC Porto vandt Costa det portugisiske mesterskab fire gange og landets pokalturnering to gange. Han var desuden en del af klubbens store internationale succes, da man først i 2003 vandt UEFA Cuppen og året efter både Champions League og Intercontinental Cup. Efter skiftet til VfL Wolfsburg var han her med til at sikre holdet dets første tyske mesterskab nogensinde i 2009.

## Landshold
Costa står (pr. april 2018) noteret for 22 kampe og én scoring for Portugals landshold. Han repræsenterede landet ved både OL i Athen i 2004, VM i 2006 i Tyskland og VM i 2010.

## Titler
Portugisisk Liga
- 2003, 2004, 2006 og 2007 med FC Porto

Portugisisk Pokalturnering
- 2004 og 2006 med FC Porto

UEFA Cup
- 2003 med FC Porto

Champions League
- 2004 med FC Porto

Intercontinental Cup
- 2004 med FC Porto

Bundesligaen
- 2009 med VfL Wolfsburg